# 아일랜드 파운드
아일랜드 파운드(영어: Irish pound, 아일랜드어: punt Éireannach), 복수형: 파운즈(영어: pounds, 아일랜드어: puint))는 2002년까지 통용된 아일랜드의 통화로, 1 파운드는 100 펜스(영어: pence, 아일랜드어: pinginí, 단수형: 페니(영어: penny, 아일랜드어: pingin))에 해당된다. 아일랜드어로는 푼트(복수형은 푸인트)라고 부르기도 한다.
아일랜드는 1928년 자유국 파운드(영어: Free State pound, 아일랜드어: Saorstát pound)를 도입하는 한편 영국 파운드와의 고정 환율을 시행했다. 1938년에 개정된 아일랜드 헌법에 따라 아일랜드의 국명이 변경되면서 화폐 명칭도 아일랜드 파운드(영어: Irish pound, 아일랜드어: punt Éireannach)로 변경되었다. 1979년 아일랜드가 ERM에 가입하면서 영국 파운드와의 고정 환율이 같은 해 3월 30일을 기해 폐지되었다.
2002년 2월 9일까지 유로와 함께 통용되었으며 1, 2, 5, 10, 20, 50 펜스, 1 파운드 동전과 5, 10, 20, 50, 100 파운드짜리 지폐가 통용되었다. 유로와의 교환 비율은 1 유로 = 0.787564 파운드이다.

## 같이 보기
- 아일랜드의 유로 주화
- 아일랜드의 경제